# Golinka, Zachodniopomorskie
Golinka [ɡɔˈlinka] (tiếng Đức: Neu Gollin)  là một khu định cư ở khu hành chính của Gmina Stargard, thuộc huyện Stargardzki, Zachodniopomorskie, ở phía tây bắc Ba Lan.